# Meg White
Megan "Meg" Martha White (Grosse Pointe Farms, Michigan, 10 de Dezembro de 1974) é uma baterista americana de Detroit, mais conhecida como membro da extinta banda The White Stripes, na qual formava parceria com Jack White.

## Carreira
Meg White, junto com Jack White, participou do filme Coffee and Cigarettes (2003). Já foi dito que Meg e Jack White são irmãos, mas na verdade eles foram casados, tendo o casamento começado em 1996 e terminado em 2000 mas até pouco tempo eles escondiam essa relação e se consideravam "irmãos" perante o público. Jack em shows chama Meg de "My Old Sister" (minha irmã mais velha). Eles se conheceram em 1996 em um restaurante onde Meg trabalhava como empregada de mesa. Em 2009, Meg se casou com Jackson Smith, filho da cantora e musicista Patti Smith e do guitarrista Fred Smith, porém os dois se divorciaram em 2013.
O nome da banda foi escolhido por Jack, que o usou em homenagem à Meg porque ela ama peppermints stripes. Antes da banda, ela nunca tinha tido experiência com música e também nunca fez aula de bateria. Meg sempre foi muito tímida e quase nunca fala em entrevistas por causa disso. Apesar da pouca experiência, pela sua personalidade "explosiva e crua" tocando bateria, Meg White foi considerada a 94.ª maior baterista de todos os tempos pela Rolling Stone.
Em seu site oficial, a banda anunciou o seu fim no dia 2 de fevereiro de 2011.

## Vida Pessoal

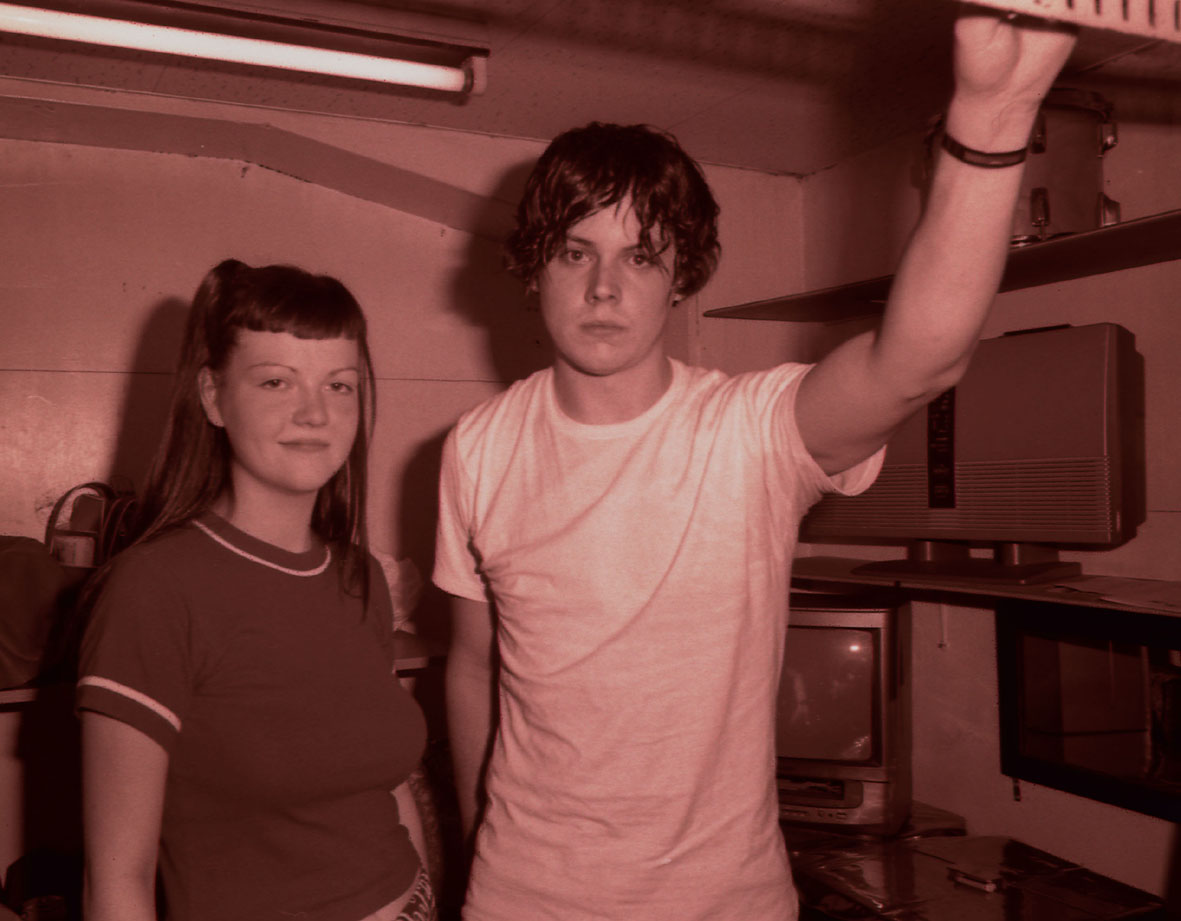
Meg White e Jack White

Megan Martha White conheceu John Anthony Gillis enquanto ela, decidida a se tornar chefe de cozinha, trabalhava no restaurante Memphis Smoke. Jack e Meg White casaram-se em 21 de setembro de 1996, momento onde Jack White adotou legalmente o sobrenome da esposa, passando a chamar-se John Anthony White.
Meg White aprendeu a tocar bateria com o esposo. No ano seguinte, supostamente no dia da Bastilha de 1997," o casal inicia o The White Stripes. O divórcio ocorre em 24 de março de 2000, antes mesmo que o duo e ex-casal atinjam a fama com o álbum White Blood Cells, em 2001. Constantemente, durante seus shows, Jack White apresentava Meg como sua “big sister” (irmãzona, em inglês); com o sucesso, o suposto parentesco foi questionado. Em 2002, quando perguntado sobre o assunto pela revista Spin, Jack comentou que não planejaram que a relação, seja como casal ou irmãos, chamasse atenção, querendo apenas que a música tivesse valor.

Após a dissolução do duo The White Stripes em 2011, Jack relatou a dificuldade de entrar em contato com Meg White, sobre seu caráter eremita e seu desinteresse em participar ativamente do grupo. Apesar das críticas, o músico teceu elogios à antiga companheira:
Ela era a antítese de um baterista moderno. Tão pueril, incrível e inspiradora. Tudo isso de não falar não importava, porque no palco... Nada que eu faça vai superar aquilo.
Em 22 de maio de 2009, Meg White casou-se com Jackson Smith, filho de Patti Smith e Fred "Sonic" Smith. O casamento, ocorrido no quintal de seu ex-marido, Jack White, foi ministrado por Benjamin Swank. No mesmo dia, Jackie Lawrence, baixista do The Raconteurs e do The Dead Weather casou-se com a namorada Jo McCaughey. O casamento de Meg White e Jackson Smith durou até julho de 2013.